# 御船町立田代西部小学校
御船町立田代西部小学校（みふねちょうりつ たしろせいぶしょうがっこう）は、かつて熊本県上益城郡御船町にあった小学校。

## 沿革
- 1874年（明治 7年） - 田代西部小学校創立
- 1941年（昭和16年）4月 - 田代西部国民学校と改称
- 1947年（昭和22年）4月 - 七滝村立田代西部小学校と改称
- 1955年（昭和30年）1月 - 御船町立田代西部小学校と改称
- 2005年（平成17年）3月 - 御船町立上野小学校へ統合